# Thufir Hawat
Thufir Hawat is een personage in het Duin-universum, gecreëerd door Frank Herbert.
Hawat is een sleutelfiguur in Duin, de eerste roman in de reeks. Mentat diende drie generaties lang Huis Atreides en diende uiteindelijk Leto Atreides. Later begeleid door Paul Atreides, wordt hij na de val van Arrakis gevangengenomen en onderworpen door baron Vladimir Harkonnen, onder de dreiging dat er gif op zijn lichaam inwerkt. Hij sterft door zelfmoord te plegen in het bijzijn van Paul, waardoor het complot van keizer Shaddam IV wordt gedwarsboomd.

## In bewerkingen
In de film Dune uit 1984 wordt het personage gespeeld door Freddie Jones. In de film Dune uit 2021, portretteerde Stephen Henderson Hawat. Bij het vervolg Dune: Part Two uit 2024 waren de scènes die Henderson speelde verwijderd. In de miniserie Dune werd hij gespeeld door Jan Vlasák.